# Aytysh

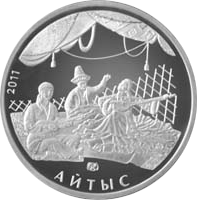
Competizione Aytysh

Aytysh o Aytys (in kirghiso айтыш?; in kazako айтыс?, aıtys) è una competizione canora tra due aqyn. Ciascuno, di solito, suona uno strumento nazionale (qomuz nel caso dei kirghisi, dombra nel caso dei kazaki), e si rispondono l'un l'altro, con rime spontanee su una gamma di argomenti diversi. Possono fare affermazioni politiche, criticare lo stile, flirtare (se del sesso opposto) e insultarsi l'un l'altro, ma tutto è fatto di buon umore: gli aqyn kirghisi affermano spesso che bisogna avere buone intenzioni per essere un buon aqyn. Per questo motivo, si ritiene comunemente che non possa esser preso sul serio ciò che un aqyn dice contro il suo avversario, e l'unico modo per "superare" l'avversario è tentare di sopravanzarlo nell'aytysh.
Nonostante l'usanza di permettere agli aqyn ogni genere di calunnia, ci sono casi noti di aqyn, in Kazakistan, minacciati di aver fatto dichiarazioni politiche contro il  presidente della Repubblica.
Gli aqyn kirghisi affermano che è importante essere consapevoli del fatto che il loro pubblico abbia una certa attenzione, e alcuni di loro hanno difficoltà ad esibirsi isolatamente (ad esempio, in uno studio senza un pubblico dal vivo). Il pubblico spesso vota il vincitore, anche se questa non è una elezione formale - molte persone possono "sentire" (senza che nessuno lo affermi apertamente) l'aqyn preferito come vincitore, anche se il risultato ufficiale sarà diverso.
Di solito gli aqyn competono con colleghi della stessa nazionalità, ma a causa di un alto livello di mutua intelligibilità tra le lingue kirghisa e kazaka, ci sono stati casi, anche negli ultimi anni, in cui kirghisi e kazaki hanno gareggiato l'uno contro l'altro.